# Ivan Padalka
Ivan Ivanovyč Padalka (ukrajinsky Іва́н Іва́нович Па́далка, 15. listopadu 1894 Žornoklovy – 13. července 1937 Kyjev) byl ukrajinský malíř, grafik, keramik, výtvarný pedagog a teoretik. 

## Život
Pocházel z rolnické rodiny s kozáckými kořeny. Začal navštěvovat školu uměleckých řemesel v Myrhorodu, kterou vedl Opanas Slastion, avšak byl vyloučen za revoluční činnost. Působil pak v etnografickém muzeu v Poltavě, kde dokumentoval folklorní vzory koberců. V letech 1917–1920 studoval na výtvarné akademii v Kyjevě, kde byli jeho učiteli Michajlo Bojčuk a Vasyl Kryčevskyj. Byl členem Asociace revolučního umění Ukrajiny, zlikvidované sovětskými úřady v roce 1932.
Stal se uznávaným tvůrcem propagandistických plakátů, portrétů i žánrových výjevů jako byla Sklizeň rajčat. Vytvořil ilustrace ke Slovu o pluku Igorově a poezii Tarase Ševčenka, spolu s Tymkem Bojčukem ilustroval pohádkovou sbírku Barvínek. Jeho tvorba byla zastoupena na kolektivních výstavách sovětského umění ve Stockholmu v roce 1930 a v Paříži v roce 1931 a účastnil se Biennale di Venezia v roce 1932. Byl představitelem výtvarného směru nazývaného bojčukismus, zaměřeného na monumentální malbu a spojujícího vlivy byzantského umění, protorenesance, ukrajinské lidové tvorby i modernismu.
V letech 1925 až 1934 Padalka přednášel na charkovské akademii a bydlel v domě Slovo. Z jeho žáků vynikl Oleksandr Dovhal. Je autorem fresky Odpočinek, která se nachází ve vestibulu charkovského divadla. V letech 1934 až 1936 učil na kyjevské akademii.
Stal se jedním z příslušníků generace nazývané popravené obrození. V roce 1936 byl zatčen a obviněn z příslušnosti k teroristické organizaci ukrajinských separatistů. Byl zastřelen v červenci 1937 zároveň s malíři Michajlem Bojčukem a Vasylem Sedljarem. V roce 1958 byl rehabilitován.

## Galerie

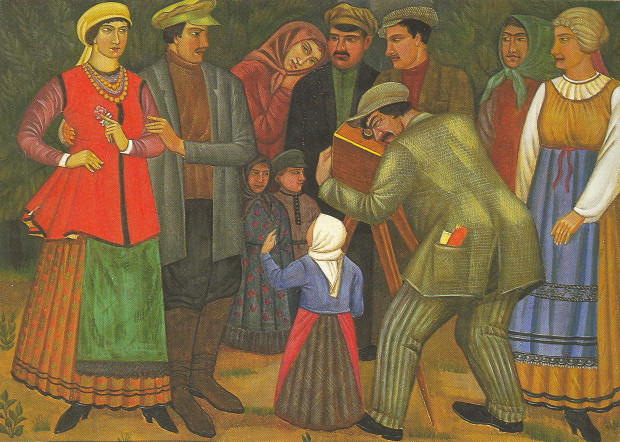
Fotograf na vesnici
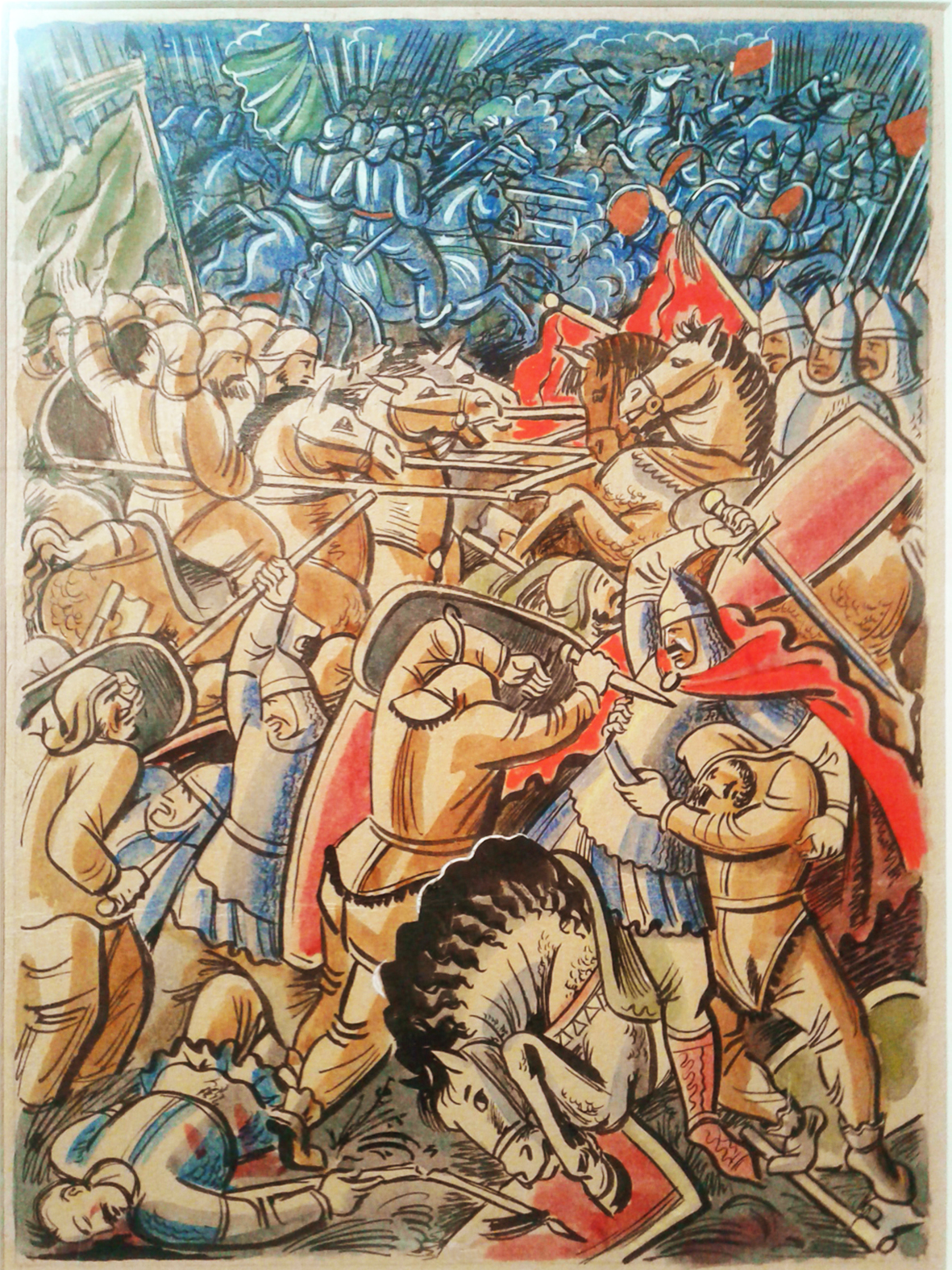
Ilustrace ke Slovu o pluku Igorově
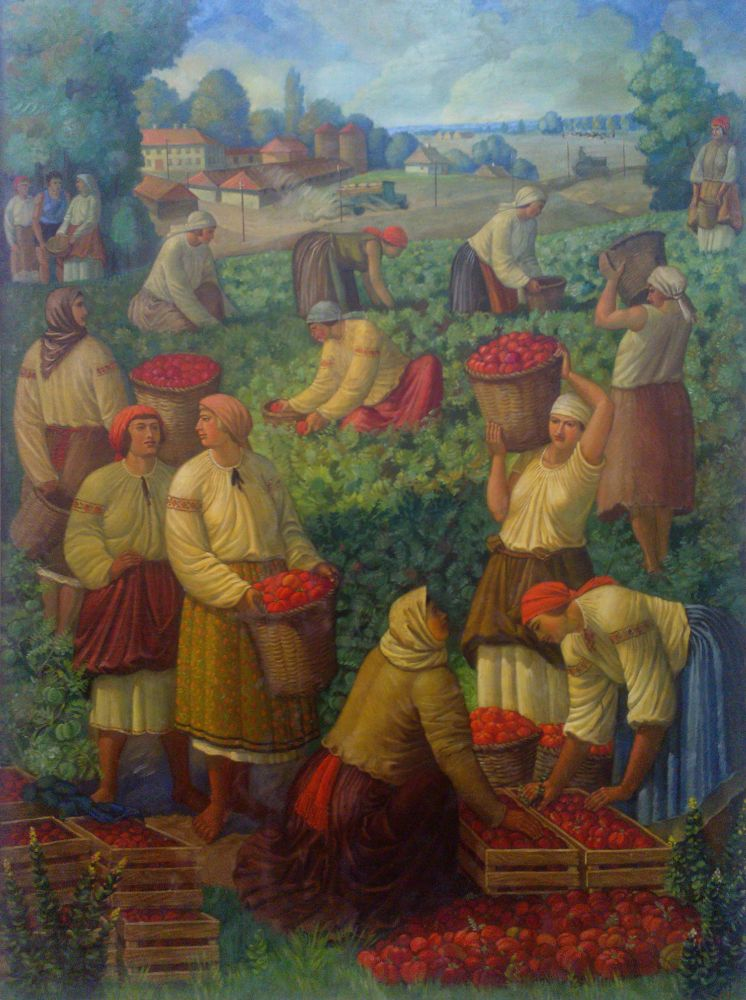
Sklizeň rajčat
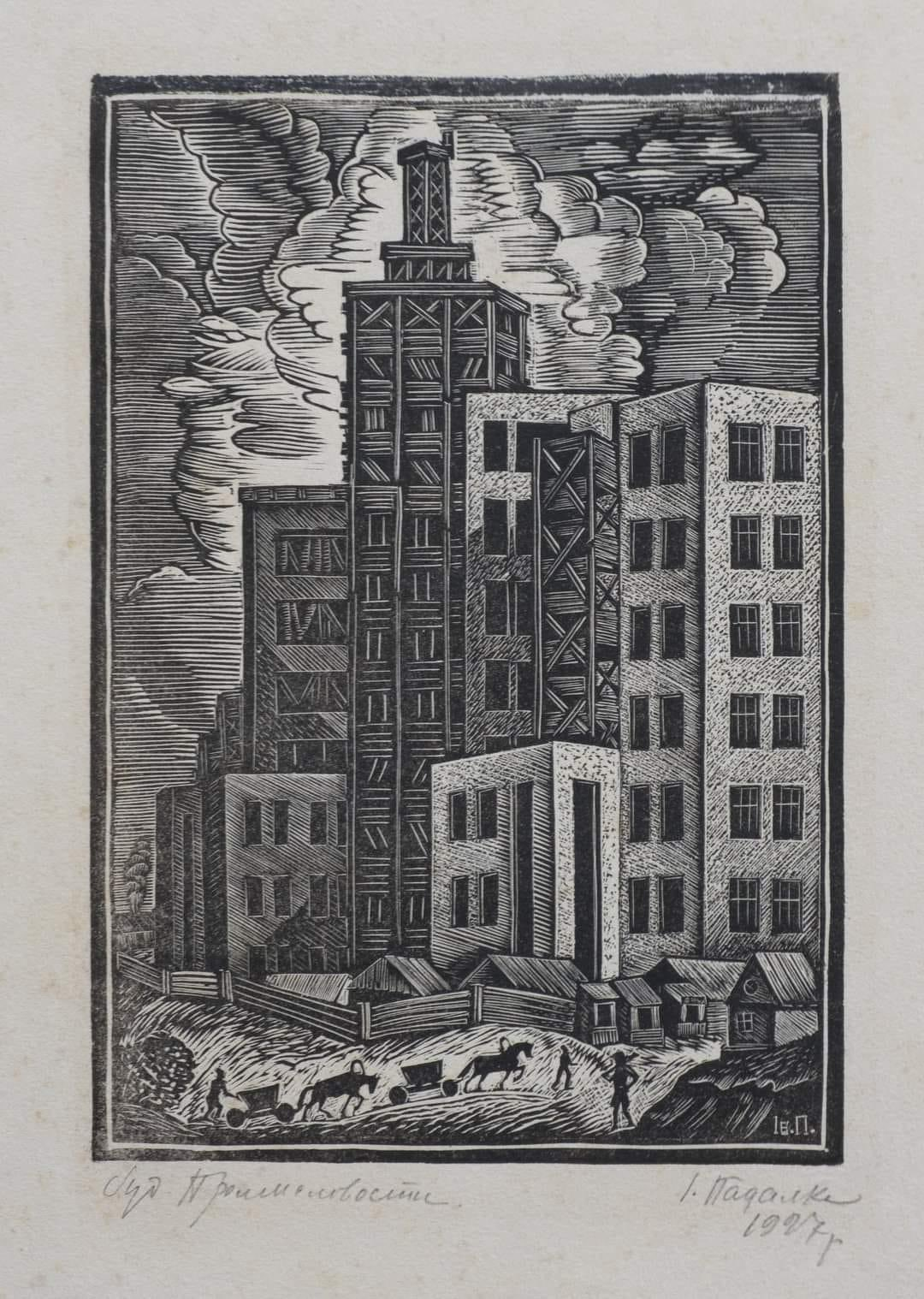
Budova Deržpromu v Charkově
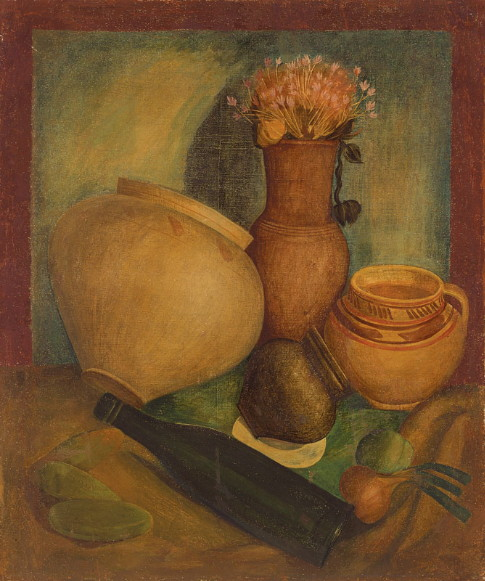
Zátiší
- Obálka dětské knihy Chvástavý kohout